# キエル・ピアースマン
キエル・ピアースマン（Kjell Peersman、2004年5月21日 - ）は、ベルギー・ウィルライク出身のサッカー選手。リールセSK所属。ポジションはGK。

## クラブ経歴
アントウェルペン郊外のウィルライクに生まれ、2014年にKVCウェステルローから隣国オランダのPSVアイントホーフェンの下部組織に加入した。6年目の2020年6月、PSVと自身初のプロ契約を交わし、2022年1月10日、ヨングPSVを率いていたルート・ファン・ニステルローイ監督の下、エールステ・ディヴィジ第21節のアルメレ・シティFC戦でプロデビューを飾った。2021-22シーズンはリーグ戦8試合に出場し、シーズンが終了した後の7月にクラブとの契約を2026年まで延長した。